# Maria Martins (atleta)
Maria Martins (Santa Catarina, Cabo Verde, 1 de abril de 1974) é uma atleta francesa, especialista em provas de meio-fundo.

## Pricipais resultados
| Ano  | Competição                          | Local              | Pos. | Prova  |
| ---- | ----------------------------------- | ------------------ | ---- | ------ |
| 2005 | Campeonato Europeu em Pista Coberta | Madrid, Espanha    | 7ª   | 3000 m |
| 2006 | Campeonato Mundial em Pista Coberta | Moscou, Rússia     | 8ª   | 1500 m |
| 2006 | Campeonato da Europa                | Gotemburgo, Suécia | 12ª  | 1500 m |

## Melhores tempos
- 800 metros - 2:02.83 min (2004)
- 1500 metros - 4:04.55 min (2003)
- 3000 metros - 9:00.71 min (2005)